# Gran Premio de Francia de Motociclismo de 2009
El Gran Premio de Francia de Motociclismo de 2009 (oficialmente: Grand Prix de France) fue la cuarta prueba del Campeonato del Mundo de Motociclismo de 2009. Tuvo lugar en el fin de semana del 15 al 17 de mayo en el Circuito Bugatti, situado a 5 km de la localidad de Le Mans (Sarthe), en los Países del Loira, Francia.
La carrera de MotoGP fue ganada por Jorge Lorenzo, seguido de Marco Melandri y Dani Pedrosa. Marco Simoncelli ganó la prueba de 250cc, por delante de Héctor Faubel y Roberto Locatelli. La carrera de 125cc fue ganada por Julián Simón, Jonas Folger fue segundo y Sergio Gadea tercero.

## Resultados

### Resultados MotoGP
| Pos.    | N.º | Piloto           | Constructor | Vueltas | Tiempo     | Parrilla | Pts. |
| ------- | --- | ---------------- | ----------- | ------- | ---------- | -------- | ---- |
| 1       | 99  | Jorge Lorenzo    | Yamaha      | 28      | 47:52.678  | 2        | 25   |
| 2       | 33  | Marco Melandri   | Kawasaki    | 28      | +17.710    | 9        | 20   |
| 3       | 3   | Dani Pedrosa     | Honda       | 28      | +19.893    | 1        | 16   |
| 4       | 4   | Andrea Dovizioso | Honda       | 28      | +20.455    | 5        | 13   |
| 5       | 27  | Casey Stoner     | Ducati      | 28      | +30.539    | 3        | 11   |
| 6       | 7   | Chris Vermeulen  | Suzuki      | 28      | +37.462    | 7        | 10   |
| 7       | 5   | Colin Edwards    | Yamaha      | 28      | +40.191    | 6        | 9    |
| 8       | 65  | Loris Capirossi  | Suzuki      | 28      | +45.421    | 8        | 8    |
| 9       | 52  | James Toseland   | Yamaha      | 28      | +50.307    | 12       | 7    |
| 10      | 24  | Toni Elías       | Honda       | 28      | +53.218    | 11       | 6    |
| 11      | 15  | Alex de Angelis  | Honda       | 28      | +53.550    | 16       | 5    |
| 12      | 69  | Nicky Hayden     | Ducati      | 28      | +56.647    | 13       | 4    |
| 13      | 72  | Yuki Takahashi   | Honda       | 28      | +56.688    | 15       | 3    |
| 14      | 14  | Randy de Puniet  | Honda       | 28      | +1:11.299  | 10       | 2    |
| 15      | 88  | Niccolò Canepa   | Ducati      | 28      | +1:15.385  | 17       | 1    |
| 16      | 46  | Valentino Rossi  | Yamaha      | 26      | +2 vueltas | 4        |      |
| Ret     | 36  | Mika Kallio      | Ducati      | 11      | Caída      | 14       |      |
| Fuente: |     |                  |             |         |            |          |      |

### Resultados 250cc
| Pos.    | N.º | Piloto                   | Constructor | Vueltas | Tiempo       | Parrilla | Pts. |
| ------- | --- | ------------------------ | ----------- | ------- | ------------ | -------- | ---- |
| 1       | 58  | Marco Simoncelli         | Gilera      | 26      | 49:07.591    | 2        | 25   |
| 2       | 55  | Héctor Faubel            | Honda       | 26      | +12.081      | 10       | 20   |
| 3       | 15  | Roberto Locatelli        | Gilera      | 26      | +21.642      | 9        | 16   |
| 4       | 19  | Álvaro Bautista          | Aprilia     | 26      | +31.087      | 1        | 13   |
| 5       | 14  | Ratthapark Wilairot      | Honda       | 26      | +50.497      | 12       | 11   |
| 6       | 35  | Raffaele De Rosa         | Honda       | 26      | +56.366      | 7        | 10   |
| 7       | 52  | Lukáš Pešek              | Aprilia     | 26      | +1:16.025    | 8        | 9    |
| 8       | 4   | Hiroshi Aoyama           | Honda       | 26      | +1:22.882    | 3        | 8    |
| 9       | 10  | Imre Tóth                | Aprilia     | 26      | +1:35.556    | 19       | 7    |
| 10      | 56  | Vladimir Leonov          | Aprilia     | 26      | +1:47.990    | 22       | 6    |
| 11      | 40  | Héctor Barberá           | Aprilia     | 25      | +1 vuelta    | 11       | 5    |
| 12      | 17  | Karel Abraham            | Aprilia     | 25      | +1 vuelta    | 15       | 4    |
| 13      | 53  | Valentin Debise          | Honda       | 25      | +1 vuelta    | 20       | 3    |
| 14      | 54  | Toby Markham             | Honda       | 25      | +1 vuelta    | 25       | 2    |
| Ret     | 6   | Alex Debón               | Aprilia     | 21      | Caída        | 6        |      |
| Ret     | 25  | Alex Baldolini           | Aprilia     | 18      | Retirado     | 14       |      |
| Ret     | 12  | Thomas Lüthi             | Aprilia     | 18      | Retirado     | 4        |      |
| Ret     | 63  | Mike Di Meglio           | Aprilia     | 10      | Caída        | 5        |      |
| Ret     | 75  | Mattia Pasini            | Aprilia     | 4       | Caída        | 13       |      |
| Ret     | 7   | Axel Pons                | Aprilia     | 3       | Caída        | 21       |      |
| Ret     | 77  | Aitor Rodríguez          | Aprilia     | 3       | Caída        | 24       |      |
| Ret     | 47  | Ángel Rodríguez Campillo | Aprilia     | 2       | Caída        | 16       |      |
| Ret     | 48  | Shoya Tomizawa           | Honda       | 1       | Retirado     | 17       |      |
| Ret     | 8   | Bastien Chesaux          | Honda       | 0       | Caída        | 23       |      |
| DNS     | 8   | Jules Cluzel             | Aprilia     |         | No participó | 18       |      |
| Fuente: |     |                          |             |         |              |          |      |

### Resultados 125cc
| Pos.    | N.º | Piloto             | Constructor | Vueltas | Tiempo     | Parrilla | Pts. |
| ------- | --- | ------------------ | ----------- | ------- | ---------- | -------- | ---- |
| 1       | 60  | Julián Simón       | Aprilia     | 24      | 47:08.273  | 7        | 25   |
| 2       | 94  | Jonas Folger       | Aprilia     | 24      | +27.084    | 16       | 20   |
| 3       | 33  | Sergio Gadea       | Aprilia     | 24      | +30.916    | 12       | 16   |
| 4       | 38  | Bradley Smith      | Aprilia     | 24      | +31.530    | 6        | 13   |
| 5       | 73  | Takaaki Nakagami   | Aprilia     | 24      | +1:09.235  | 31       | 11   |
| 6       | 77  | Dominique Aegerter | Derbi       | 24      | +1:12.223  | 4        | 10   |
| 7       | 29  | Andrea Iannone     | Aprilia     | 24      | +1:13.063  | 23       | 9    |
| 8       | 7   | Efrén Vázquez      | Derbi       | 24      | +1:19.912  | 25       | 8    |
| 9       | 18  | Nicolás Terol      | Aprilia     | 24      | +1:40.036  | 3        | 7    |
| 10      | 8   | Lorenzo Zanetti    | Aprilia     | 24      | +1:42.700  | 20       | 6    |
| 11      | 12  | Esteve Rabat       | Aprilia     | 24      | +1:59.326  | 13       | 5    |
| 12      | 11  | Sandro Cortese     | Derbi       | 23      | +1 vuelta  | 24       | 4    |
| 13      | 53  | Jasper Iwema       | Honda       | 23      | +1 vuelta  | 30       | 3    |
| 14      | 48  | Grégory Di Carlo   | Honda       | 23      | +1 vuelta  | 28       | 2    |
| 15      | 35  | Randy Krummenacher | Aprilia     | 22      | +2 vueltas | 17       | 1    |
| Ret     | 32  | Lorenzo Savadori   | Aprilia     | 16      | Caída      | 21       |      |
| Ret     | 17  | Stefan Bradl       | Aprilia     | 14      | Retirado   | 8        |      |
| Ret     | 45  | Scott Redding      | Aprilia     | 13      | Retirado   | 2        |      |
| Ret     | 71  | Tomoyoshi Koyama   | Loncin      | 10      | Caída      | 9        |      |
| Ret     | 10  | Luca Vitali        | Aprilia     | 10      | Retirado   | 29       |      |
| Ret     | 16  | Cameron Beaubier   | KTM         | 8       | Caída      | 11       |      |
| Ret     | 69  | Lukáš Šembera      | Aprilia     | 8       | Caída      | 18       |      |
| Ret     | 93  | Marc Márquez       | KTM         | 8       | Retirado   | 1        |      |
| Ret     | 14  | Johann Zarco       | Aprilia     | 8       | Caída      | 32       |      |
| Ret     | 50  | Sturla Fagerhaug   | KTM         | 6       | Caída      | 33       |      |
| Ret     | 6   | Joan Olivé         | Derbi       | 5       | Caída      | 5        |      |
| Ret     | 44  | Pol Espargaró      | Derbi       | 5       | Retirado   | 15       |      |
| Ret     | 99  | Danny Webb         | Aprilia     | 4       | Caída      | 10       |      |
| Ret     | 52  | Steven Le Coquen   | Honda       | 4       | Caída      | 22       |      |
| Ret     | 24  | Simone Corsi       | Aprilia     | 2       | Caída      | 19       |      |
| Ret     | 5   | Alexis Masbou      | Loncin      | 2       | Caída      | 14       |      |
| Ret     | 36  | Cyril Carrillo     | Honda       | 1       | Retirado   | 27       |      |
| Ret     | 87  | Luca Marconi       | Aprilia     | 0       | Caída      | 26       |      |
| DNQ     | 49  | Ornella Ongaro     | Honda       |         |            |          |      |
| DNQ     | 66  | Matthew Hoyle      | Haojue      |         |            |          |      |
| DNQ     | 88  | Michael Ranseder   | Haojue      |         |            |          |      |
| Fuente: |     |                    |             |         |            |          |      |